# Василевка (Запорожская область)
Василевка (укр. Василівка) — село,
Кировский сельский совет,
Вольнянский район,
Запорожская область,
Украина.
Код КОАТУУ — 2321582003. Население по переписи 2007 года составляло 50 человек.

## Географическое положение
Село Василевка находится на левом берегу реки Солёная,
выше по течению на расстоянии в 2,5 км расположено село Першозвановка,
ниже по течению на расстоянии в 1 км расположено село Семененково,
на противоположном берегу — село Значково.
Река в этом месте пересыхает, на ней сделано несколько запруд.

## История
- 1820 год — дата основания как имение Ковтуново.
- 1925 год — переименовано в село Василевка.